# Francisco Menezes
Francisco Ferreira da Silva Azevedo Menezes (Porto, 8 de Outubro de 1973) é um humorista português.

## Carreira
Menezes começa na Rádio Nova do Porto, onde era repórter de trânsito, a fazer "brincadeiras" no ar após a entrada de Álvaro Costa na estação.
A estreia em televisão dá-se em 2001 na NTV (depois RTPN) onde esteve à frente dos programas Ncromos e O Desterrado.
Depois da NTV vem a TVI onde colabora, durante dois meses, no programa A Vida é Bela de Carlos Ribeiro. Já na RTP, apresenta o programa Portugal FM. Na SIC participou em programas como Levanta-te e Ri e no programa Contacto. 
A sua estreia como apresentador dá-se em Sonho de Mulher, ao lado de Sílvia Alberto, no programa da SIC destinado a escolher a Miss Portugal de 2004. Também colabora como guionista, em conjunto com Eduardo Madeira e Nilton, no programa K7 pirata da estação onde também faz algumas personagens e canta.
Depois entre 2009 e 2011 foi um dos apresentadores (com Rita Ferro Rodrigues) do programa Companhia das Manhãs que preenchia o horário diurno da SIC.
Em 2012, é contactado por Luís Ismael para fazer parte do elenco do Balas e Bolinhos 3, sendo a sua primeira experiência no ramo do cinema, onde fazia de irmão da personagem Tone.
Em 2013, é um dos concorrentes da A Tua Cara não Me É Estranha (3.ª edição) da TVI tendo ficado em 3.º lugar na classificação final.

## Filmografia

### Televisão
| Ano             | Programa                                  | Personagem        | Nota                                    | Canal      |
| --------------- | ----------------------------------------- | ----------------- | --------------------------------------- | ---------- |
| 2001            | Ncromos e os Desterrados                  | Ele próprio       | Humorista residente                     | NTV / RTPN |
| 2002            | A Vida É Bela                             | Ele próprio       | Humorista residente                     | TVI        |
| 2003 - 2006     | Levanta-te e Ri                           | Ele próprio       | Humorista residente                     | SIC        |
| 2004            | Sonho de Mulher                           | Ele próprio       | Apresentador com Sílvia Alberto         | SIC        |
| 2009 - 2011     | Companhia das Manhãs                      | Ele próprio       | Apresentador com Rita Ferro Rodrigues   | SIC        |
| 2013            | A Tua Cara não Me É Estranha (3.ª edição) | Ele próprio       | Concorrente                             | TVI        |
| 2016            | Praias Olímpicas                          | Ele próprio       | Apresentador                            | RTP1       |
| 2020            | A Máscara                                 | Personagem Poddle | Concorrente do Ep.1 ao 4, 1.ª temporada | SIC        |
| 2022            | Betclic Mano a Mano                       | Ele próprio       | Concorrente                             | TVI        |
| 2024 - presente | V+ Futebol                                | Ele próprio       | Comentador                              | V+TVI      |

### Cinema
| Ano  | Título                              | Personagem |
| ---- | ----------------------------------- | ---------- |
| 2012 | Balas & Bolinhos: O Último Capítulo | Zeca       |
| 2018 | Bad Investigate                     | Cidálio    |